# Mavrodin
Mavrodin là một xã thuộc hạt Teleorman, România. Dân số thời điểm năm 2002 là 5800 người.